# Crnoleđi čagalj
Crnoleđi čagalj (latinski: Canis mesomelas)  je vrsta čaglja koja obitava na dva područja afričkog kontinenta odvojenih oko 900 km.
Jedna regija obuhvaća najjužniji vrh kontinenta, uključujući Južnu Afriku, Namibiju, Bocvanu i Zimbabve. Drugo područje je duž istočne obale, uključujući Keniju, Somaliju, Džibuti i Etiopiju. Na listi IUCN-a je na popisu najmanje ugroženih životinja, zbog svoje široke rasprostranjenosti i prilagodljivosti, iako je još uvijek progonjen od čuvara stoke kao grabežljivac, a prijeti mu i bjesnoća. Fosilni zapis ukazuje da je vrsta najstariji postojeći član roda Canis. Crnoleđi čagalj je izuzetno stabilan i drevni oblik canida, s mnogo fosila iz davnine kao i perioda Pleistoceneta. Fosili čaglja otkriveni u špilji Transvaal su otprilike iste veličine kao i njihovi današnji potomci, iako se rezlikuju nosne kosti u veličini.  Iako brojni fosili datiraju prije dva milijuna godina pronađeni u Keniji, Tanzaniji i Južnoj Africi, nema ih u Etiopiji, što ukazuje da vrsta nikada nije proširila u prošlosti na subsaharsku Afriku. Mitohondrijska DNA analiza prikazuje veliku sekvencu divergenciju u Crnoleđeg čagalja u odnosu na druge vrste čaglja, što ukazuje da razišli 2,3-4,5 milijuna godina prije.Najagresivniji je od svih čagljeva, poznato je da napada životinje znatno veće od sebe, a i odnosi unutar čopora znaju biti svadljivi.

## Podvrste
Postoje dvije priznate podvrste ovog canida:
- Kapski čagalj (Canis m. mesomelas)
- Istočnoafrički čagalj (Canis m. schmidti)

## Vanjske poveznice
Ostali projekti
|  | Zajednički poslužitelj ima stranicu o temi Crnoleđi čagalj    |
|  | Zajednički poslužitelj ima još gradiva o temi Crnoleđi čagalj |
|  | Wikivrste imaju podatke o taksonu Crnoleđi čagalj             |